# فهد بن عبد الله بن محمد بن عبد الرحمن آل سعود
صاحب السمو الأمير الفريق بحري ركن متقاعد فهد بن عبد الله بن محمد بن عبد الرحمن آل سعود نائب وزير الدفاع خلال الفترة من 10 جمادى الآخرة 1434هـ الموافق 20 إبريل 2013 حتى 28 رمضان 1434هـ 6 أغسطس 2013، جده الأمير محمد بن عبد الرحمن بن فيصل آل سعود أخ الملك عبد العزيز، ووالده الأمير عبد الله بن محمد بن عبد الرحمن أخًا غير شقيق للملك فهد بن عبد العزيز عن طريق أمهما حصة بنت أحمد السديري، ووالدته هي صاحبة السمو الملكي الأميرة نورة بنت سعود بن عبد العزيز آل سعود.

## الخدمة العسكرية
شغل عدة مناصب حيث عمل على سفن جلالة الملك، كما عمل بالوحدات العائمة بالقاعدة البحرية ثم مديراً لإدارة التدريب بالقوات البحرية، ثم عين بعد ذلك رئيساً لهيئة العمليات بالقوات البحرية، ثم عين مديراً عاماً لمكتب سمو وزير الدفاع والطيران والمفتش العام ثم عين نائباً لقائد القوات البحرية.

### مؤهلاته العسكرية
- ماجستير في العلوم العسكرية
- دورات بحرية تأسيسية بالولايات المتحدة الأمريكية، ودورات بحرية في المملكة المتحدة ودورات بحرية متقدمة في جمهورية باكستان الإسلامية.
- دورة أركان بحرية بالولايات المتحدة الأمريكية.
- دورة القيادة والأركان من كلية الحرب البحرية بالولايات المتحدة الأمريكية.

### أوسمته
- أوسمة ونياشين وميداليات السعودية
- وسام الملك فيصل
- وسام القوات البحرية
- نوط الإدارة من الدرجة الأولى
- نوط القيادة
- نوط درع الجزيرة
- وسام تحرير الكويت
- ميدالية التقدير العسكرية، إضافة إلى أوسمة وطنية أخرى ودولية.

## مناصبه

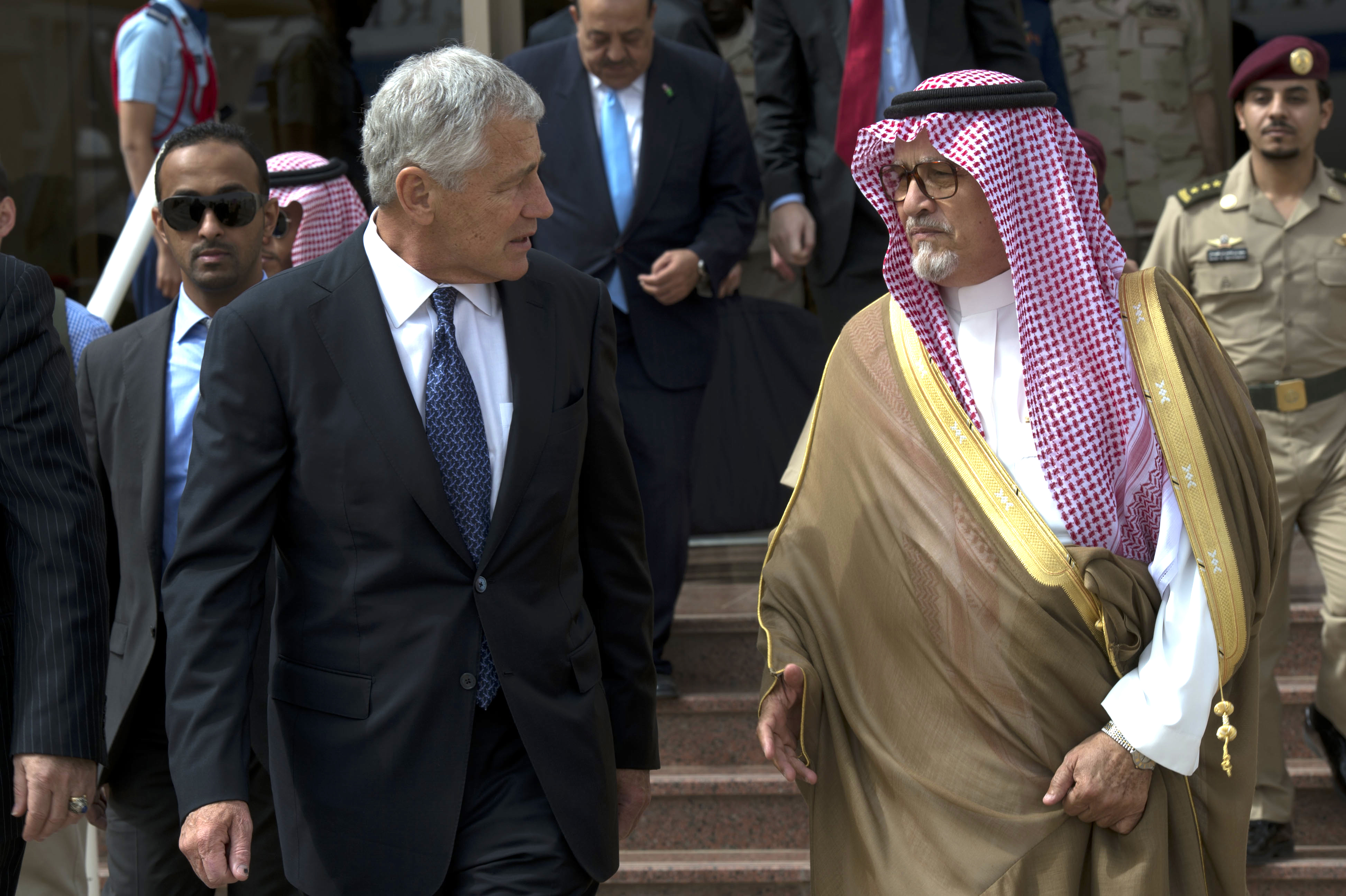
نائب وزير الدفاع السعودي الأمير فهد بن عبدالله بن محمد آل سعود مستقبلًا وزير الدفاع الأمريكي تشاك هيغل عام 2013

- بتاريخ 6 محرم 1423هـ الموافق 20 مارس 2002 أصدر خادم الحرمين الشريفين الملك فهد بن عبد العزيز آل سعود القائد الأعلى للقوات المسلحة أمراً ملكياً بترقيته إلى رتبة فريق ركن وتعيينه قائداً للقوات البحرية.[3]
- بتاريخ 29 ربيع الثاني 1431هـ الموافق 14 أبريل 2010 أصدر خادم الحرمين الشريفين الملك عبد الله بن عبد العزيز آل سعود القائد الأعلى لكافة القوات العسكرية أمراً ملكياً بإحالته إلى التقاعد.[4]
- بتاريخ 10 جمادى الآخرة 1434هـ الموافق 20 أبريل 2013 أصدر خادم الحرمين الشريفين الملك عبد الله بن عبد العزيز آل سعود أمراً ملكياً بتعيينه نائباً لوزير الدفاع[5]
- بتاريخ 29 رمضان 1434هـ الموافق 7 أغسطس 2013 أصدر خادم الحرمين الشريفين الملك عبد الله بن عبد العزيز آل سعود أمراً ملكياً بإعفائه إلى من منصبه.[6]

## إخوته

### ذكور
- الأمير خالد بن عبد الله بن محمد. له من الأبناء الأمير محمد (متوفى في حادث سيارة، كان متزوج من الأميرة لمى بنت بدر بن عبد المحسن آل سعود وله من الأبناء الأمير خالد، الأميرة هيا، والأمير عبد الله)، وله كريمة متزوجة من الأمير خالد بن بندر بن مساعد بن عبد العزيز آل سعود.[7]
- الأمير محمد بن عبد الله بن محمد.
- الأمير فيصل بن عبد الله بن محمد (متوفى).
- الأمير تركي بن عبد الله بن محمد.
- الأمير الشاعر سعود بن عبد الله بن محمد.

### إناث
- الأميرة العنود بنت عبد الله بن محمد.
- الأميرة منيرة بنت عبد الله بن محمد.
- الأميرة حصة بنت عبد الله بن محمد.
- الأميرة موضي بنت عبد الله بن محمد.

## أسرته
- والدته هي الأميرة نورة بنت سعود بن عبد العزيز آل سعود (توفيت في يوم الأربعاء 16/9/1434هـ عن عمر يناهز (85) عامًا وأُديت لها صلاة الميت بعد صلاة العشاء في جامع الإمام تركي بن عبد الله بالرياض).[8]

### زوجته
الأميرة فهدة بنت بندر بن محمد بن عبد الرحمن آل سعود - ابنة الأميرة البندري بنت عبد العزيز آل سعود

### أبناؤه
- الأميرة جواهر. متزوجة الأمير عبد الله بن مساعد بن عبد العزيز آل سعود.
- الأمير فيصل. كان متزوج من الأميرة غادة بنت خالد بن فيصل آل سعود وله من الأبناء الأمير فهد، الأمير سعود، والأميرة ريما، ومتزوج من الأميرة نوف بنت متعب بن عبد الله بن عبد العزيز آل سعود وله من الأبناء الأمير بدر، والأميرة صيتة.
- الأمير عبد العزيز (رئيس الاتحاد السعودي للسباحة). متزوج من الأميرة سارة بنت خالد بن سلطان بن عبد العزيز آل سعود.
- الأمير عبد الله (رئيس الاتحاد السعودي للفروسية ومالك إسطبلات المحمدية[9]).
- الأمير خالد. متزوج من الأميرة لطيفة بنت عبد الرحمن بن عبد الله الفيصل آل سعود.
- الأمير محمد (طيار هاوي وحاصل على شهادة البكالوريوس في إدارة الأعمال من جامعة الملك سعود، وشهادة الماجستير من جامعة وستمنستر من المملكة المتحدة). متزوج من الأميرة بسمة بنت بدر بن عبد المحسن بن عبد العزيز آل سعود.
- الأميرة موضي. متزوجة من الأمير نايف بن سلطان بن محمد بن سعود الكبير.
- الأمير سلطان. متزوج من كريمة الأمير سعود بن محمد بن سعود الكبير.[10]

| سبقه الفريق الركن طلال سالم المفضي | قائد القوات البحرية الملكية السعودية 1422 هـ - 1434 هـ | تبعه الفريق الركن دخيل الله بن أحمد الوقداني (فترة مؤقتة) |
| سبقه خالد بن سلطان                 | نائب وزير الدفاع السعودي 1434 هـ - 1434 هـ             | تبعه سلمان بن سلطان                                       |